# Северна Рајна-Вестфалија
Северна Рајна-Вестфалија је најнасељенија од 16 немачких држава. Има око 18 милиона становника са површином од 34.080 km². Налази се у западно-северозападном делу Немачке граничећи се са Холандијом и Белгијом. Северна Рајна-Вестфалија учествује са 22% укупног бруто домаћег производа Немачке; главни град је Диселдорф.
Северна Рајна-Вестфалија обухвата 30 од 81 немачке општине са преко 100.000 становника, укључујући Келн (преко милион), главни град Диселдорф, Дортмунд и Есен (све око 600.000 становника) и друге градове који се претежно налазе у метрополи Рајна-Рур, највеће урбано подручје у Немачкој и четврто по величини на европском континенту. Локација Рајне-Рура је добро повезана са другим великим европским градовима и метрополитанским областима као што су Рандстад, Фламански дијамант и регион Франкфурт Рајна-Мајна.
Северна Рајна-Вестфалија је основана 1946. године после Другог светског рата од пруских провинција Вестфалије и Северне Рајне, и Слободне државе Липе од стране британске војне администрације у Немачкој коју су окупирали савезници и постала је држава Савезне Републике Немачке 1949. Град Бон је служио као савезна престоница до поновног уједињења Немачке 1990. и као седиште владе до 1999. године.
Од 2019. држава има највећу економију међу немачким државама по БДП-у и седма је по БДП-у по глави становника.

## Историја
Држава Северна Рајна-Вестфалија основана је „Операцијом Брак“ британске војне администрације 23. августа 1946. спајањем покрајине Вестфалије и северних делова покрајине Рајна, који су били политичке поделе бивше државе Пруске. Дана 21. јануара 1947. бивша држава Липе спојена је са Северном Рајном-Вестфалијом. Устав Северне Рајне-Вестфалије је потом ратификован на референдуму.
1949. године, Северна Рајна-Вестфалија је заједно са другим државама основала Савезну Републику Немачку. Највећи изазови у послератном периоду били су обнова ратом разорене земље и успостављање демократске државе. Посебно као резултат пада рударске индустрије као резултат кризе угља и челика и тренда терцијаризације, дизајн неопходних структурних промена постао је централна тема државне политике.
Од 1966. до 1976. године извршена је реформа општинског подручја, којом је смањен број самосталних градова, општина и округа. Број владиних округа је смањен са 6 на 5 округа. Бивши административни округ Ахен спојен је са административним округом Келн да би се формирао нови административни округ Келн.
Бон је био главни град Савезне Републике Немачке од 1949. до 1990. године и једино седиште владе до 1999. године. Од тада, владине функције су подељене између Берлина и Бона, чиме је Бон постао друго седиште владе, а данас седиште бројних савезних власти.

## Географија
Северна Рајна-Вестфалија обухвата равнице региона Доње Рајне и делове Средњенемачко горје до клисуре Порта Вестфалика. Држава покрива површину од 34.083 и граничи се са Белгијом на југозападу и Холандијом на западу и северозападу. Граничи се са немачким државама Доња Саксонија на северу и североистоку, Рајна-Палатинат на југу и Хесеном на југоистоку. Подручје државе покрива максималну удаљеност од 291 км од севера ка југу и 266 км од истока према западу. Укупна дужина државних граница је 1.645 км. 
Планиметријски одређен центар Северне Рајне-Вестфалије налази се на југу Дортмунда-Аплербека у Аплербекерској марки (51° 28' Н, 7° 33' О). Његова најзападнија тачка се налази близу Зелфканта близу холандске границе, најисточнија у близини Хдксера на Везеру. Најјужнија тачка се налази у близини Хелентала у региону Ајфел. Најсевернија тачка је NRW-Nordpunkt у близини Рахдена на североистоку државе. Nordpunkt се налази на само 100 км јужно од обале Северног мора. Најдубљи природни пад је уређен у округу Зифлих у граду Краненбург са 9,2 m надморске висине на северозападу државе. Ипак, најдубља тачка над земљом је резултат рударења. Отворени коп Хамбах сеже у Нидерциру на дубини од 293 m испод нивоа мора. Истовремено, ово је најдубљи урон који је направио човек у Немачкој.
Највећа планина је Лангенбер (843,5 m), најдуже реке су је Рајна (1.233 km), Везер (452 km), Емс (317 km). Северна Рајна-Вестфалија се сматра као синоним за индустријска подручја и урбане агломерације. Међутим, највећи део државе се користи за пољопривреду (скоро 52%) и шуме (25%). Географски центар државе је у Дортмунду у Аплербекерској марки; у близини Зелфканта је најзападнија тачка Северне Рајне-Вестфалије и у исто време Немачке. 
Клима Северне Рајне-Вестфалије показује уравнотежену температуру и обрасце падавина. Средње годишње температуре су између 5 °C и 10 °C, у зависности од надморске висине. Годишња количина падавина је између 600 милиметара у низијама и 1400 милиметара у ниским планинским венцима.

## Спорт
Северна Рајна-Вестфалија је дом неколико фудбалских клубова Бундеслиге укључујући Бајер 04 Леверкузен, Борусију Дортмунд, Борусију Менхенгладбах, 1. ФК Келн, ФК Шалке 04 и ВфЛ Бохум и 2. Бундеслигу укључујући Фортуну Дизелдорф, Арминију Билефелд и СЦ Падерборн. Оснивањем немачке Бундеслиге 1963. године, Борусија Дортмунд и Борусија Менхенгладбах су били најуспешнији тимови у држави, са освојених 5 титула. ФК Келн је освојио 2 титуле, укључујући прву 1963. Пре оснивања лиге, тимови Северне Рајне-Вестфалије су се такмичили за титулу немачког фудбалског шампиона. Овде је ФК Шалке 04 донео 7 титула, док су Дортмунд и Келн освојили додатне 3 и 1 титулу(е). Фортуна Диселдорф и Рот-Вајс Есен су по једном били шампиони Немачке. Северна Рајна-Вестфалија је била веома успешна фудбалска држава са укупно 25 шампионата, мање само од Баварске.
Држава је такође дом неколико професионалних кошаркашких тимова који се тренутно такмиче у кошаркашкој Бундеслиги или су се тамо такмичили у недавној прошлости. Ови тимови укључују Телеком Баскетс Бон, Бајер Гиантс Леверкузен, Падерборн Баскетс и Феникс Хаген.
Игре пријатељства су врсте такмичења у Северној Рајни-Вестфалији, углавном у разним спортовима, као што су стреличарство, пливање и јахање. Бекстер хоф (Bexter Hof) се одржава сваке године, и држи назив игре пријатељства. Њихов мото је ''Пријатељи, не шампијони''.

## Економија
→ Главни чланак: Економија Северне Рајне-Вестфалије
Током 1950-их и 1960-их, земља угља и челика је био прикладан опис Северне Рајне-Вестфалије. Екстрактивна индустрија на Рајни и Руру била је једна од најважнијих индустријских регија у Европи и дала је одлучујући допринос обнови не само у држави већ и у целој Немачкој. После Другог светског рата, њена будућност је у почетку била политички контроверзна на међународном нивоу због питања Рура. Од краја 1940-их, Рурски статут и Шуманов план отворили су пут ка европској комунитизацији сектора угља и челика у облику Европске заједнице за угаљ и челик. Најкасније од 1960-их, снажан фокус Рурске области на рударску индустрију имао је негативан утицај као моноструктура. Понављајуће кризе челика и угља узроковале су да се индустрија угља и челика све више и више топе.
Са бруто домаћим производом од 711.419 милијарди евра у 2019. години, Северна Рајна-Вестфалија је била економски најјача држава у Немачкој и један од најважнијих економских центара у свету. Када се посматра бруто домаћи производ по становнику, Северна Рајна-Вестфалија се налази у средини западнонемачких држава, односно на седмом месту. Стопа незапослености је 7,2%. Ова вредност је виша од савезне немачке и знатно изнад стопе незапослености у западној Немачкој. Стопа незапослености у Северној Рајни-Вестфалији је највиша од свих западнонемачких неградских држава. У периоду од 2005. до 2019. године стопа ризика од сиромаштва је највише порасла у Северној Рајни-Вестфалији од свих савезних држава, и то са 14,4 на 18,5%.
Четири од стотину најпродаванијих компанија у свету имају седиште у Северној Рајни-Вестфалији. Десет најпродаванијих компанија у Северној Рајни-Вестфалији биле су Е.ON (комуналне услуге), Metro AG (малопродаја), Deutsche Telekom (телекомуникације), Aldi Nord и Aldi Süd (малопродаја), Rewe (малопродаја), РВЕ (комуналне услуге), Тхисен Круп (машинско и постројење), Deutsche BP (комуналне услуге). Широм Немачке, земља може да оствари највеће стране директне инвестиције од свих немачких држава са око 135 милијарди евра (око 29 процената свих директних инвестиција у Немачкој, обе на крају 2009. године).

## Демографија
Са тачно 18 милиона становника, Северна Рајна-Вестфалија је најнасељнија немачка држава. 30 од 80 највећих градова Немачке се налазе у Северној Рајни-Вестфалији. 2015. године били је 160.478 рођенња и 204.373 смрти. Након Немаца, највеће националности су Турци (483,145), Сиријци (255,275), Пољаци (220,530), Румуни (156,480), и тако даље. У Северној Рајни-Вестфалији живи 66,590 Срба. У Северној Рајни-Вестфалији живи тачно 1,555,125 људи који нису Немци, односно припадају некој другој националности.
| Година | Становници | Година | Становници | Година | Становници | Година | Становници | Година | Становници | Година | Становници |
| ------ | ---------- | ------ | ---------- | ------ | ---------- | ------ | ---------- | ------ | ---------- | ------ | ---------- |
| 1930   | 11,407,000 | 1955   | 14,442,000 | 1970   | 18,033,651 | 1985   | 16,674,001 | 2000   | 18,009,865 | 2015   | 17,865,516 |
| 1940   | 12,059,000 | 1960   | 15,694,000 | 1975   | 17,129,200 | 1990   | 17,349,651 | 2005   | 18,058,105 | 2020   | 17,925,570 |
| 1950   | 12,926,000 | 1965   | 16,619,450 | 1980   | 17,057,488 | 1995   | 17,893,045 | 2010   | 17,845,154 | 2021   | 17,924,591 |

### Религија
Хришћанство је највећа религија у Северној Рајни-Вестфалији. Остале религије су ислам, Будаизам, јудаизам. Велик број људи у Северној Рајни-Вестфалији су Атеисти / Нерелигиозни.
| Религија    | Проценат |
| ----------- | -------- |
| Атеисти     | 40,7     |
| Хришћани    | 36,3     |
| Протестанти | 23,0     |
| Муслимани   | 8        |

### Највећи градови
| Келн Диселдорф | 1.  | Келн      | 1.024.373 | Дортмунд Есен |
| Келн Диселдорф | 2.  | Диселдорф | 593.682   | Дортмунд Есен |
| Келн Диселдорф | 3.  | Дортмунд  | 572.087   | Дортмунд Есен |
| Келн Диселдорф | 4.  | Есен      | 566.862   | Дортмунд Есен |
| Келн Диселдорф | 5.  | Дуизбург  | 486.816   | Дортмунд Есен |
| Келн Диселдорф | 6.  | Бохум     | 362.213   | Дортмунд Есен |
| Келн Диселдорф | 7.  | Вупертал  | 342.885   | Дортмунд Есен |
| Келн Диселдорф | 8.  | Билефелд  | 328.314   | Дортмунд Есен |
| Келн Диселдорф | 9.  | Бон       | 309.869   | Дортмунд Есен |
| Келн Диселдорф | 10. | Минстер   | 296.599   | Дортмунд Есен |

## Култура

### Уметност
Промовисање уметности и културе у Северној Рајни-Вестфалији је предвиђено државним уставом као национални циљ. Северна Рајна-Вестфалија подржава велики број уметничких и културних пројеката и институција, скоро искључиво на државном нивоу, на савезном нивоу фондације за пруско културно наслеђе, Културну фондацију савезних држава Немачке, Уметничку и изложбену салу Савезне Републике Немачке и Гете институт. У овој савезној држави живе бројни културни радници, према процени око 30.000 уметника. Фондација за филм и медије Северне Рајне-Вестфалије игра важну улогу у националној и међународној промоцији филма и медија. Kunststiftung NRW ради нешто слично у области уметности и културе.

### Природа
Природа Северне Рајне-Вестфалије је типична за природно подручје средње Европе. Најраспрострањеније у Северној Рајни-Вестфалији су врсте које су прилагођене очишћеним културним пејзажима или шумовитим ниским планинским масивима. Међутим, изворна врста, богата флора и фауна угрожена је више него у скоро било ком другом региону у Европи због велике густине насеља, великих индустријских центара у земљи, рударства, скоро свеобухватне употребе у пољопривреди и шумарству и скоро потпуног транспорта инфраструктуре. Све у свему, структурне промене у Рурској области и мере заштите животне средине довеле су до значајног побољшања квалитета ваздуха и воде у региону Рајна-Рур. Северна Рајна-Вестфалија је око 25 одсто пошумљена. Северна Рајна-Вестфалија има удео у 14 паркова природе. Највећи од ових паркова је Теутобуршка шума. Држава има само један национални парк, национални парк Ајфел.

### Туризам
Северну Рајну-Вестфалију је 2012. године посетило око 20 милиона људи, који су укупно боравили око 45,4 милиона пута. Највише ноћења у 2012. години забележено је у туристичком региону Теутобуршке шуме (6,5 милиона), затим у Зауерланду и туристичком региону „Келн и Рајн-Ерфт-Крајс“, сваки са 6,2 милиона ноћења. Број ноћења страних гостију био је преко 9,2 милиона у 2012. години. У 2019. години, туризам у целини са ефектима бруто додате вредности од 29,5 милијарди евра допринео је са 4,8 одсто укупној економској производњи. Неке од знаманитости које привлаче туристе су Келнска Катедрала, Мост Хоенцолерн, Споменик Арменију, Фантазијаланд, Замак Драхенбург, итд.

### Кухиња
→ Главни чланак: Немачка Кухиња
Што се тиче кухиње Северне Рајне-Вестфалије, поново се уочава подела на Рајнски и Вестфалијски део. Добро познати пример рајнске кухиње је рајнски Зауербратен (Sauerbraten). Северна Рајна-Вестфалија је позната као држава пива; позната пива као што су Келш (Kölsch, произведено у Келну), Алт (Alt, произведено у Диселдорфу) и Дортмундер Експорт (Dortmunder Export, произведено у Дортмунду). Свакако, Северна Рајна-Вестфалија дели исту храну са Француском и Холандијом, зато што се граничи са тим државама, и оне су имале утицај на њу.

### Празници
Као и у осталим државама Немачке, највећи празници који се славе у Северној Рајни-Вестфалији су Нова Година, Божић, Ускрс, Празник Рада, и Дан Немачке. Северна Рајна-Вестфалија је друга држава Немачке са нејвећим божићним пијацама. Током Дана Немачке, свака зграда мора окачити заставе Немачке и Северна Рајне-Вестфалије. 2017. године Дан реформације се обележавао као празник.

## Школовање
Школски систем Северне Рајне-Вестфалије предвиђа похађање једне од следећих врста школе након четворогодишњег стандардног периода у основној школи: Hauptschule, Realschule или Gymnasium. Највиша матура је општа уписна квалификација за високо образовање, која се обично полаже као диплома централне средње школе након три године завршетка вишег нивоа средње школе. Од 2010. године (са изузетком 2015.), Северна Рајна-Вестфалија је потрошила најмањи износ на образовање по ученику у општим и стручним школама у поређењу са другим савезним државама.

Држава има укупно 14 универзитета и 16 техничких колеџа, седам државних уметничких и музичких колеџа, 26 признатих приватних и црквених колеџа и пет административних колеџа. У зимском семестру 2020/.2021. на универзитете у Северној Рајни-Вестфалији уписано је око 770.000 студената, од чега 98.000 у првом семестру. Током 1950-их постојало је само неколико универзитета у Северној Рајни-Вестфалији, укључујући Универзитет у Минстеру, Универзитет у Келну и Универзитет у Бону.
- Универзитет у Келну
- Универзитет у Бону
- Рајнско-Вестфалијски Техничи Универзитет Ахена
- Универзитет у Дуисбургу-Есену
- Универзитет у Хагену

Од 1960-их година оснива се све више нових универзитета. Универзитет у Бохуму, универзитет у Дуизбургу/Есену, универзитет у Хагену, као и Рајнско-Вестфалијски Технички Универзитет Ахена. То су универзитети са највећим бројем студената у држави и међу десет највећих универзитета у целој Немачкој.